# 国民革命军第49师
国民革命军第49师是中華民國一支陆军师。

## 历史
1925年3月，国民政府成立，驻广东东莞、石龙的福建靖国军改编为国民革命军第一独立团，张贞任团长，进驻汕头，并在诏安县城创办福建陆军干部学校，张贞兼任校长。1926年10月，扩编为国民革命军独立第四师，随何应钦的北伐军东路军出兵福建，击溃北洋军阀张毅。1926年12月，张贞兼福州卫戍司令。独立第四师随北伐军东路军先后驻杭州笕桥、上海浦东、南京。
1928年1月，独立第四师调驻漳州，分防龙岩，张贞兼任“闽南剿匪司令”。独立第四师总参议兼漳州警备司令部参谋长陈祖康任“岩平宁剿抚特派员”。1929年3月，蒋介石发动了讨伐桂系的战争，国民政府发表张贞为第二路讨逆总指挥，率福建各路杂牌部队开赴广东讨桂。1929年3月，红四军首次入闽，在长汀消灭了土军阀、福建省防军混成第二旅郭凤鸣部。1929年5月23日，红四军第二次入闽，趁龙岩土军阀福建省防军第一混成旅旅长陈国辉率主力在潮汕参加讨桂战争之机，首克龙岩。6月3日，为引诱陈主力回龙岩全歼之，红军再克龙岩。6月19日，红军三克龙岩，歼灭陈部主力二千多人。国民革命军独立第四师缩编为二旅四团“国民革命军陆军暂编第一师”，旅长分别是张汝劻、杨逢年。1929年6月29日蒋介石委任金汉鼎为“三省会剿”总指挥,以赣省为主力,闽粤为堵截。1929年7月中旬张贞的暂编第一师“进剿”部队兵分两路：一路进攻漳平，一路进攻龙岩。红四军前委决定由朱德指挥第二、第三纵队直插闽中敌后，8月2日向兵力薄弱的宁洋县城挺进，8月4日攻占宁洋县城，三天后朱德所部离开宁洋县城沿双溪南下，泅水强渡,一举击溃守敌，乘胜于第二天进入漳平，消灭了当地民团和张贞的一个营。8月29日，朱德率部从溪南后面的打鼓岭发动袭击，一举占领溪南圩，全歼张贞部的张汝劻旅一个团，击毙团副，俘200余人，缴获大批枪支弹药。8月30日红军第二次攻占漳平城，再次消灭张汝劻一个团，俘敌100多人，缴获大批军用物资。张贞所部杨逢年旅获悉漳平战败消息，放弃龙岩而逃，9月6日，红四军重占龙岩。粤军蒋光鼐、赣军金汉鼎也纷纷撤退，对闽西苏区的第一次“会剿”结束。
为对抗闽西红军，国民政府把暂编第一师扩编为三旅六团的甲种师，改编为国民革命军陆军新编第一师，1930年12月改为陆军第四十九师，张贞任师长兼福建剿匪司令。1932年4月10日，中央红军攻克龙岩县城；4月19日，红军全歼杨逢年第145旅，击溃王祖清第146旅，张师被歼1670余人；4月30日，红军占领漳州城49天，缴获极多，其中包含2架飞机，光洋49担。 张汝劻第147旅
　　
1933年5月，第四十九师被进驻福建的第十九路军强行改编，第四十九师旅长萧越在永定县代理师长，张贞赴鼓浪屿病休。1933年7月到1934年1月，张炎任第49师（閩變反蒋时改称第4军）师长。发动閩變的第十九路军1934年初投降后，第87师106旅旅长伍诚仁（福建浦城人。黄埔一期）调任第49师任中将师长。1935年3、4月间该师进驻陕南汉中，阻断红二十五军与川陕苏区红四方面军建立联系的企图。1935年8月29日，刚刚走出草地的红四方面军第三十军在红一方面军配合下，发起包座战斗，全歼第49师师部及两个团共5000多人，师长伍诚仁胳膊负伤，在逃跑途中被俘，当晚大雨，被押解的伍诚仁趁机跳入河中，后来的红军战史中一般写伍诚仁逃跑途中落水而死。实际上师长伍诚仁与两个团长余程万、汤建威都逃回。
1935年11月，李及兰任第49师师长。抗日战争爆发后，第49师奉命将士兵全部补充给在上海抗日的第87师，军官和士官在陕西接收新兵。1938年4月，李及兰升第94军副军长。黄埔一期的周士冕接任师长。第49师在樊崧甫第46军辖下，徐州会战的郯城战斗和邳县战斗中被重创。周士冕因“指挥作战不利，撤职查办”。黄埔二期李精一接任师长，1940年2月甘丽初第六军编成内在桂南会战宾阳战斗中遭重创，李精一因“指挥作战不利”、“军纪废弛”被撤职查办。昆仑关战役中立功的第200师副师长彭璧生（黄埔七期）升任第49师师长。1942年甘丽初第六军编成内参加中国远征军赴缅甸在孟畔遭重创，仅千余人返回国内。第六军第49师与第五军新编第39师对调，第49师归杜聿明、邱清泉的第五军在昆明整补新兵，黄埔二期刘观龙接任师长，第49师成为驻昆明的二线守备部队。1945年1月22日，第五军第200师副师长罗友伦升任第49师师长，第49师裁编，第二十七军第45师调归第五军建制，中央嫡系的暂编第64师改编为第二十七军第49师，李守正任师长。
1946年上半年，第49师在河南修武改编为整编第49旅，加强了炮兵、战车1连、汽车1营和工兵分队，编组为第二快速纵队，留豫北战场由王仲廉整编第26军直接指挥。1947年4月16日至18日在豫北战役中，整编第49旅被晋冀鲁豫野战军三纵全歼，少将旅长兼第2快速纵队指挥官李守正、少将副旅长兼第2快速纵队副指挥官蒋铁雄、少将副旅长袁峙山被俘。雷自修出任重建的整编第49旅旅长，隶属李楚瀛的整编第3师。第五兵团司令李铁军认为何竹本（黄埔六期交通兵科通信兵专业）善于训练新兵，于1947年11月18日将雷自修、何竹本职务对调；何竹本转任整编第49旅旅长，在洛阳整训；雷自修任整编第3旅旅长。1947年12月26日晚，防守西平县祝家寨的整三旅被歼，雷自修阵亡。1948年9月第49旅恢复师番号，任第18军第49师师长。1948年12月淮海战役中随黄维第12兵团驰援徐州，第49师担任殿后任务，第49师在罗集遭到重创。第18军军长杨伯涛指示第49师不必前往南平集，应改向固镇以西的湖沟镇前进，部队抵达后担负东北方面的警戒，并与固镇的李延年第6兵团取得联系。12月15日第12兵团在双堆集被歼，第49师未在合围圈，随李延年兵团退往江南。